# Fraction irréductible
Pour les articles homonymes, voir Irréductible.
Une fraction irréductible est une fraction pour laquelle il n’existe pas de fraction égale ayant des termes plus petits. Autrement dit, une fraction irréductible ne peut pas être simplifiée.

## Exemples
La fraction {\displaystyle {\frac {12}{20}}} n'est pas irréductible car 12 et 20 sont des multiples de 4 : {\displaystyle {\frac {12}{20}}={\frac {3\times 4}{5\times 4}}={\frac {3}{5}}} (simplification par 4). On peut aussi écrire {\displaystyle {\frac {12}{20}}={\frac {12:4}{20:4}}={\frac {3}{5}}}.
La  fraction {\displaystyle {\frac {3}{5}}} est irréductible car 1 est le seul entier positif qui divise à la fois 3 et 5.

## Méthodes pour simplifier une fraction

### Utilisation des critères de divisibilité
On peut simplifier une fraction en divisant ses termes successivement par leurs diviseurs communs apparents (que l'on trouve en appliquant les critères de divisibilité par 2, 3, 5, etc.).
Exemple
{\displaystyle {\frac {42}{390}}={\frac {42:2}{390:2}}={\frac {21}{195}}={\frac {21:3}{195:3}}={\frac {7}{65}}}.
Les nombres 42 et 390 sont pairs, on peut les diviser par 2.
La somme des chiffres du nombre 195 est un multiple de 3 (1 + 9 + 5 = 15). Donc 195 est un multiple de 3. Et 21 l'est aussi. On peut donc diviser ces deux nombres par 3.
La dernière fraction obtenue est irréductible car 1 est le seul entier positif qui divise à la fois 7 et 65.

### Simplification par le PGCD
Pour réduire directement une fraction, il suffit de diviser le numérateur et le dénominateur par leur plus grand commun diviseur. D'après le lemme de Gauss, cette forme réduite est unique.
Exemple
Pour réduire la fraction {\displaystyle {\frac {42}{390}}}, on calcule {\displaystyle \operatorname {PGCD} (42,390)=6} puis on simplifie par 6 :
{\displaystyle {\frac {42}{390}}={\frac {6\times 7}{6\times 65}}={\frac {7}{65}}}.

## Théorème
Soient {\displaystyle a} un entier et {\displaystyle b} un entier naturel non nul. Alors {\displaystyle {\frac {a}{b}}} est irréductible si et seulement si {\displaystyle a} et {\displaystyle b} sont premiers entre eux.